# Metzingen (Göhrde)
Metzingen ist seit 1972 ein Ortsteil der Gemeinde Göhrde im Landkreis Lüchow-Dannenberg in Niedersachsen und Sitz der Gemeinde.

## Geographie
Der Ort liegt vier Kilometer südöstlich von Göhrde an der B 216.

## Geschichte
Auf dem einstigen Gemeindegebiet lagen die zwei Großsteingräber bei Metzingen.
Für das Jahr 1848 wird angegeben, dass Metzingen zwölf Wohngebäude hatte, in denen 71 Einwohner lebten. Zu der Zeit war der Ort nach Hitzacker eingepfarrt und die Schule befand sich in Bredenbock.
Am 1. Dezember 1910 hatte Metzingen als eigenständige Gemeinde im Kreis Dannenberg 107 Einwohner.
Am 1. Juli 1972 wurde der Ort nach Göhrde eingemeindet.

## Persönlichkeiten
- Holger Biege (1952–2018), Komponist, Sänger, Pianist, Arrangeur und Texter; lebte zuletzt in Metzingen